# エヴァ・ハーツィゴヴァ
エヴァ・ハーツィゴヴァ（Eva Herzigová, 1973年3月10日 - ）は、チェコスロバキア出身のスーパーモデル・女優。
1989年、プラハで開かれたモデルコンテストに優勝し、パリへ移った。名前が知られたのは、ワンダーブラやGUESSの広告の顔となってからである。ブロンドでグラマラスな外見のため、1990年代の活躍はめざましく、「マリリン・モンローの再来」とも呼ばれた。
1996年、ロックバンド・ボン・ジョヴィのドラマーであるティコ・トーレスと結婚するが、2年で離婚した。その後は、アメリカのマヴェリック・レコードの社長と交際したりした。現在はイタリア人の恋人と事実婚関係にあり、3児の母でもある。
女優業も平行して続けており、映画『モディリアーニ 真実の愛』ではパブロ・ピカソの妻オルガ役を演じた。

## 映画出演作品
- モディリアーニ 真実の愛 Modigliani (2004)
- ドリアン・グレイの肖像 The Picture of Dorian Gray (2005)